# Muye Dobo Tongji

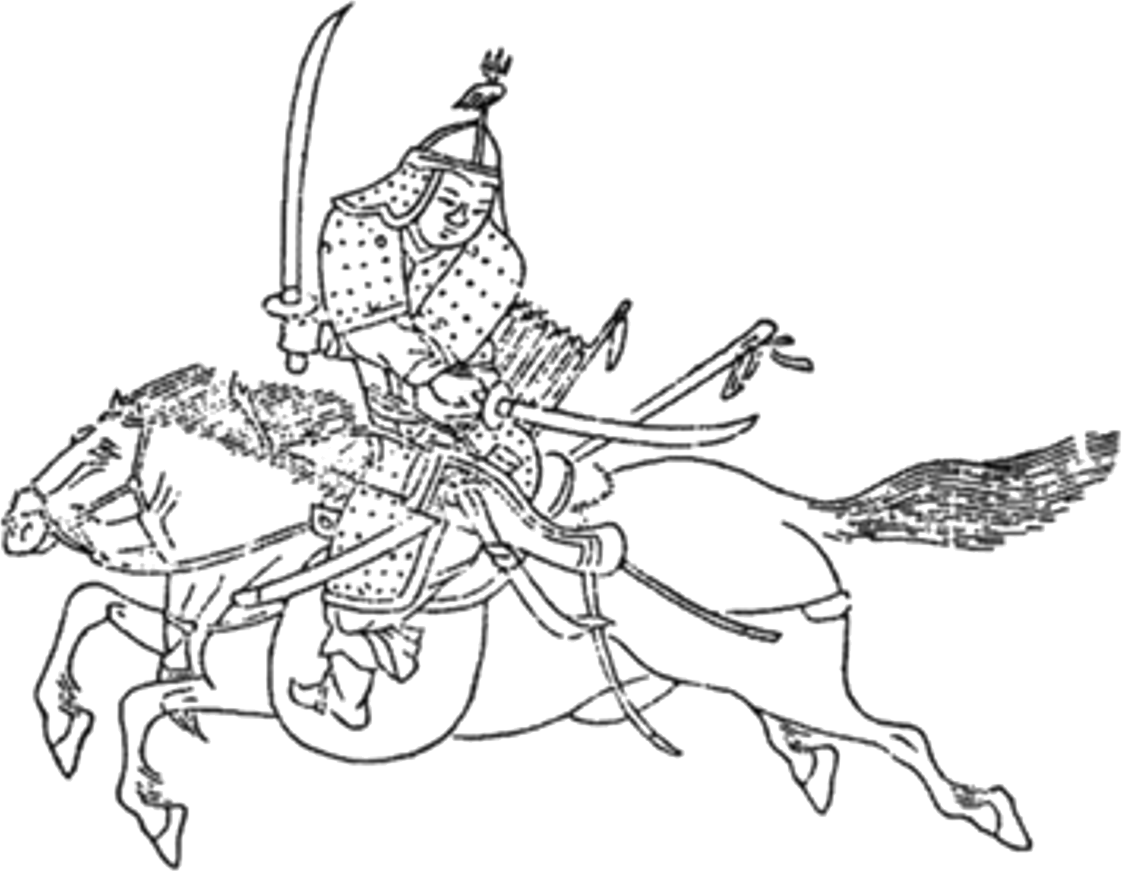
Guerrero Coreano en el Muye Dobo Tongji.

En 1790, Rey Jeongjo ordenó la preparación de un libro llamado Muye Dobo Tongji (hanja:武藝圖譜通志, hangul:무예도보통지) el cual es un manual ilustrado de las artes marciales practicadas en la península coreana. Este libro, fue escrito por Yi Deokmu (이덕무, 1741-1793) y Pak Jega (박제가, 1750-1805), el cual describe en detalle las artes marciales con y sin armas acompañadas de ilustraciones. Este libro se publicó en cuatro volúmenes además de un volumen adicional en el cual los caracteres chinos originales son presentados en la versión coreana Hangul. 

## Motivación
La motivación para la publicación de este ejemplar, se debe a que la nación coreana la cual había sido influenciada en gran medida por el pensamiento neo-confusionista y en donde las elites de eruditos despreciaban la práctica marcial, se vio víctima de invasiones extranjeras (chinas, mongoles y japonesas) durante y antes de la dinastía Joseon. Estas invasiones perturbaron la paz de la dinastía Joseon en los últimos dos cientos años de su existencia, lo que conllevo a que se reviviera el entrenamiento militar de Corea.

## Volúmenes
El primer volumen del Muye Dobo Tongji está basado en un manual más antiguo conocido en Corea como el Muyejebo (무예제보), el cual fue publicado en 1599; el Segundo y tercer volumen están basados en el Muyesinbo (무예신보), escrito en 1759.
Los cuatro volúmenes contienen veinte tres capítulos en los cuales veinte cuatro métodos de combate son explicados. El último capítulo del tercer volumen describe el uso del escudo el cual es acompañado por dos tipos de amas diferentes. Este libro también contiene descripciones y dibujos de uniformes de los soldados de la época. 